# 里纳尔多·卡涅洛美术馆

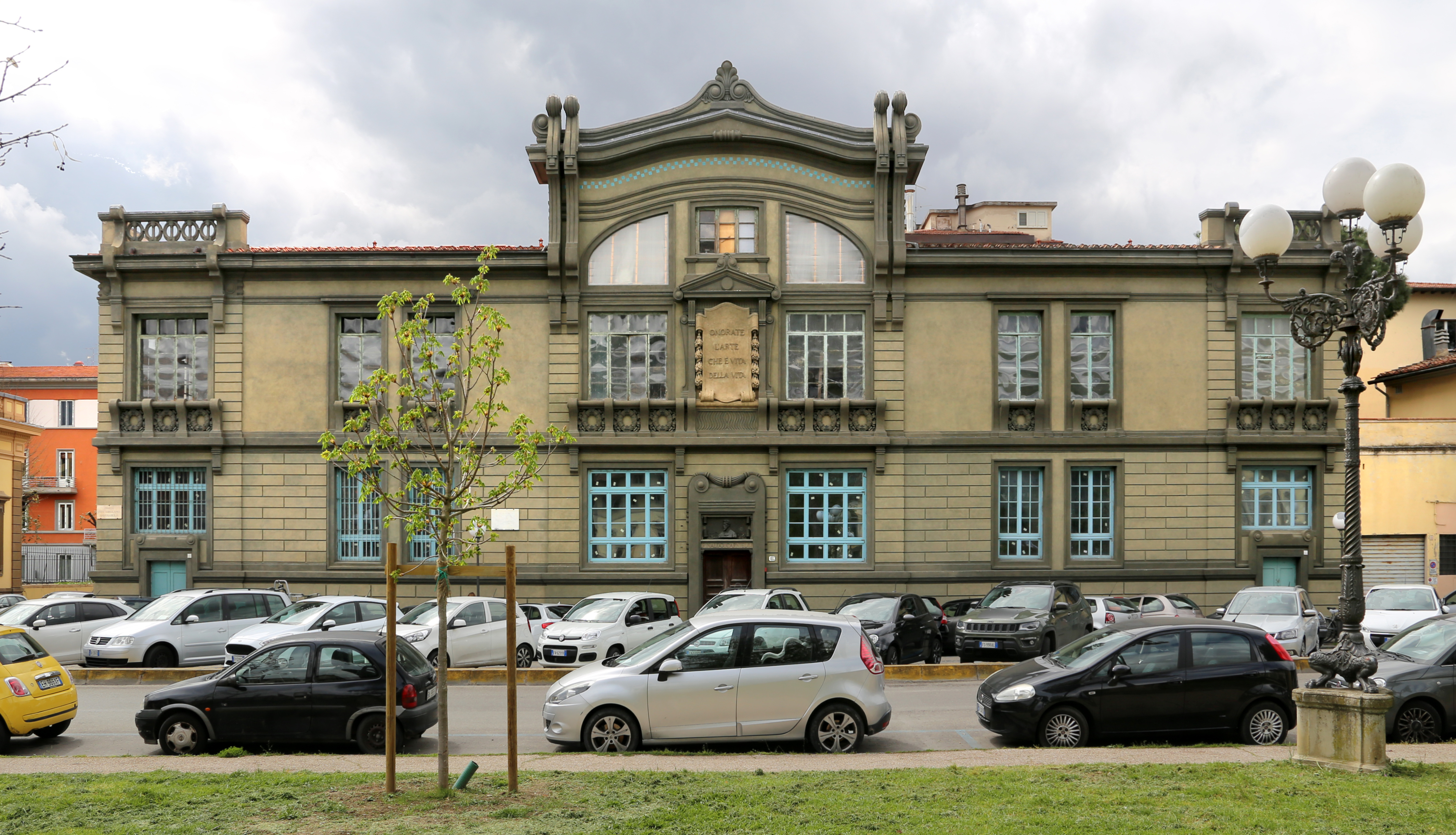

里纳尔多·卡涅洛美术馆（Galleria Rinaldo Carnielo）是意大利托斯卡纳大区佛罗伦萨的一个博物馆，包括艺术家里纳尔多·里纳尔多·卡涅洛（1853-1910）的住宅和工作室，位于萨沃纳罗拉广场（Piazza Savonarola）3号。 
馆藏包括近300件作品，主要是卡尼洛的雕塑作品，以及卡尼埃洛和他的一些同伴如西尔维斯特罗·莱加、米歇尔·戈尔迪贾尼和阿图罗·卡洛西等人的画作。在卡涅洛的作品中，有一些恐怖的雕塑，如Tenax Vitae、《莫扎特之死》和《死亡天使》。
这座小型宫殿的风格属于新艺术运动的意大利版本，称为自由风格（Stile Liberty），1957年由雕塑家的儿子捐赠给佛罗伦萨市。2015年10月，博物馆暂时关闭。
该建筑的设计和建造可追溯到1880年代，似乎涉及里纳尔多·卡涅洛和恩里科·卢西尼。立面有各种铭文，其中艺术家半身像的铭文为"Non ominis moriar"，立面中央写的是 "Onorate l'arte che è vita della vita"（赞美艺术，它是生活的生活）。